# Малпага (Лоди)
Малпага је насеље у Италији у округу Лоди, региону Ломбардија.
Према процени из 2011. у насељу је живело 40 становника. Насеље се налази на надморској висини од 50 м.